# 276781 Montchaibeux
276781 Montchaibeux este un asteroid din centura principală de asteroizi.

## Descriere
276781 Montchaibeux este un asteroid din centura principală de asteroizi. A fost descoperit pe 11 mai 2004 la Vicques de Michel Ory. Asteroidul prezintă o orbită caracterizată de o semiaxă mare de 2,34 ua, o excentricitate de 0,11 și o înclinație de 7,7° în raport cu ecliptica.